# Semicytherura complanata
Semicytherura complanata is een mosselkreeftjessoort uit de familie van de Cytheruridae. De wetenschappelijke naam van de soort is voor het eerst geldig gepubliceerd in 1874 door Brady, Crosskey & Robertson.